# Staurogyne ericoides
Staurogyne ericoides är en akantusväxtart som beskrevs av Gustav Lindau. Staurogyne ericoides ingår i släktet Staurogyne och familjen akantusväxter. Inga underarter finns listade i Catalogue of Life.